# Гиперион (Marvel Comics)
Гиперион (англ. Hyperion) — вымышленный персонаж американских комиксов издательства Marvel Comics, у которого есть несколько известных версий. Первый Гиперион дебютировал в The Avengers #69 (Октябрь 1969) и был создан сценаристом Роем Томасом и художником Сэлом Бьюсемой. Каждая из альтернативных версий принадлежит к разным измерениям Мультивселенной Marvel и может выступать как супергероем, так и суперзлодеем. По словам Томаса, персонаж задумывался как пастиш культового героя DC Comics Супермена.
Первый Гиперион по имени Зиб-Ран, был членом Зловещего Эскадрона, команды, созданной Грандмастером для борьбы против команды Мстителей, собранной путешественником во времени Кангом. Спустя два года с момента дебюта персонажа появилась его героическая версия, ставшая членом-основателем Верховного Эскадрона в альтернативной реальности. Данная версия была главным героем серии Squadron Supreme 1985 года, раскрывшей образы Гипериона и других членов Верховного Эскадрона. В 2003 году Marvel Comics выпустила серию Supreme Power, представляющую собой свежий взгляд на вселенную Верховного Эскадрона, где правительство Соединенных Штатов воспитало Гипериона в надежде превратить его в сверхмощное оружие. Ещё одна версия Гипериона присоединилась ко Мстителям, а затем и к Верховному Эскадрону с Земли-712.

## История публикаций
Первая версия Гипериона, сценаристом Роем Томасом и художником Сэлом Бьюсемой, дебютировала в The Avengers #69 (Октябрь 1969) в составе Зловещего Эскадрона. Команда была основана на героях Лиги Справедливости Америки DC Comics, а образ Гипериона базировался на Супермене.
Два года спустя Томас и художник Джон Бьюсема создали альтернативную, героическую версию Зловещего Эскадрона под названием Верховный Эскадрон, которая вновь появилась в серии The Avengers. В ней состояли персонажи с теми же именами, что и в Зловещем Эскадроне (что вызвало путаницу в производственном отделе Marvel, поскольку обложки The Avengers #85 и #141 утверждали, что в обоих комиксах появился Верховный Эскадрон, тогда как на самом деле в комиксе участвовали члены Зловещего Эскадрона). В ограниченной серии Squadron Supreme, состоящей из 12 выпусков, (Сентябрь 1985-август 1986) Марк Грюнвальд описал Землю-712, в последний раз замеченную в The Defenders #114, и раскрыл происхождение данной версии Гипериона.
Персонаж был переосмыслен в рамках импринта Marvel MAX, в комиксе Supreme Power, где изображался как воспитанный правительством пришелец. Это воплощение обзавелось спин-оффом в лице мини-серии Supreme Power: Hyperion, демонстрирующей возможное антиутопическое будущее.
Другой Гиперион присоединяется ко Мстителям в комиксе The Avengers vol. 5 #1 (Декабрь 2012) авторства Джонатана Хикмана. Хикман прокомментировал своё решение задействовать нового Гипериона вместо существующего:
«Это ещё одна альтернативная версия Гипериона. Это не Король Гиперион, не Гиперион из Supreme Power и не Гиперион Грюнвальда. У этого Гиперион „нет багажа“. Я открыл Гипериона с чистого листа для очень специфической цели. Он находится за пределами истории про Мстителей, которую я расписал на следующие три года. Он очень важен, просто необходимо, и мне кажется люди действительно будут размышлять над тем, куда всё это приведёт. Он не будет нашим плохим аналогом Супермена».
Пастиш Гипериона, «Гипериус», появляется в комиксах Final Crisis и The Multiversity издательства DC Comics, наряду с другими пастишами персонажей DC от других компаний.

## Силы и способности
Поскольку Гиперион является Вечным, каждая из его альтернативных версий обладают сверхчеловеческой силой, выносливостью, скоростью , живучестью, левитацией и в некоторых случаях мощным дыханием. Гиперионы обладают улучшенным сенсорным восприятием, в результате чего они в состоянии воспринимать весь электромагнитный спектр и имеют доступ к «атомному зрению», представляющему собой эквивалент теплового зрения Супермена. Героическая версия Гипериона с Земли-712 также обладает способностью использовать космическую энергию для увеличения своей жизненной силы, благодаря чему он, будучи Вечным, становится более стойким, а его тело быстро регенерируется. Большинство других способностей, а также жизненная энергия Гиперионов уязвимы перед «аргонитовым излучения», эквивалентом криптонита Супермена. Но единственным слабым местом для Гипериона каким бы не был в разных вселенных, это иное излучение звезды(например синий или красный).

## Вне комиксов

### Телевидение
- Трэвис Уиллингхэм озвучил Гипериона в мультсериале «Супергеройский отряд» 2009 года[13].
- Гиперион появляется в мультсериале «Мстители, общий сбор!», где его озвучил Брайан Блум[13].

### Видеоигры
- Гиперион был играбельным персонажем в игре Marvel Avengers Alliance 2012 года для Facebook.
- Гиперион является разблокируемым персонажем в мобильной игре Marvel: Future Fight 2015 года для iOS и Android.
- Гиперион появляется в игре Lego Marvel’s Avengers 2016 года в рамках DLC[14].
- Версия Гипериона с Земли-13034 является игровым персонажем в мобильной игре Marvel: Contest of Champions 2014 года[15].